# Великомученик Евстафий
Великому́ченик Евста́фий (др.-греч. Εὐστάθιος Πλακίδας; Евстафий Плакида, Евстафий Римский, Евстахий; ? — 118) — христианский святой, великомученик. Покровитель охотников, в католицизме один из Четырнадцати святых помощников. Память в Православной церкви совершается 20 сентября (3 октября), в католической — 20 сентября.

## Жизнеописание

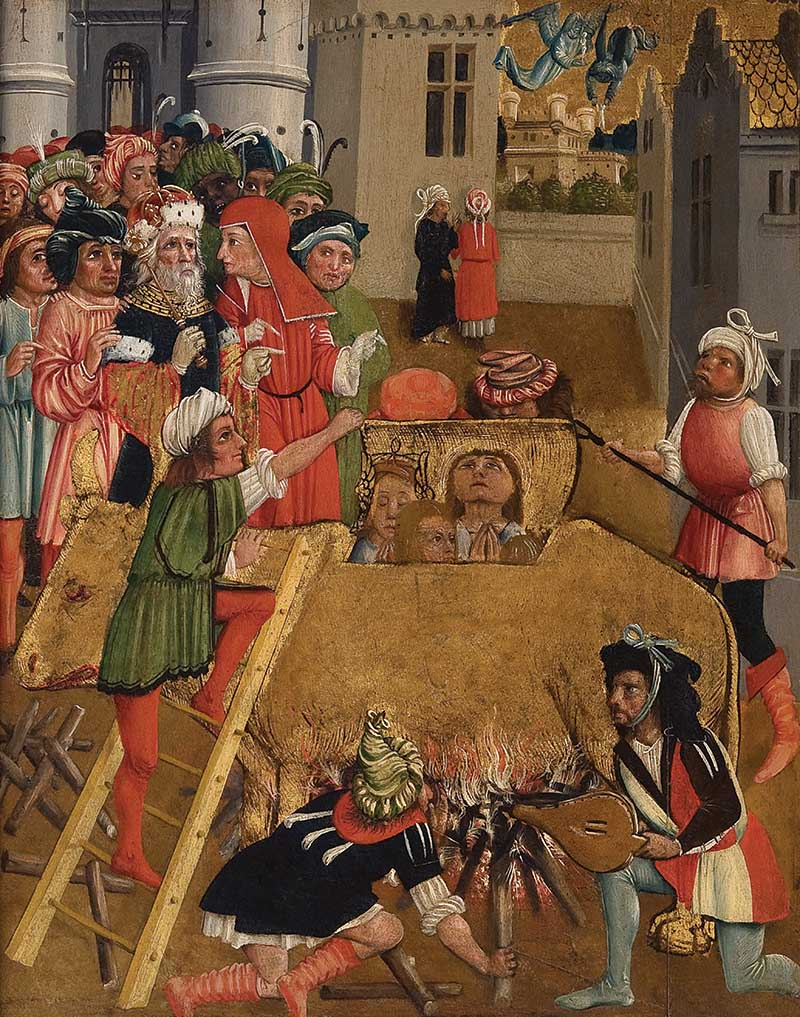
Казнь св. Евстафия в раскалённом медном быке. Неизвестный немецкий художник XVI века. Национальный музей искусств Азербайджана

До крещения Евстафий носил имя Плакида, был военачальником при императорах Тите и Траяне. По преданию, принял христианство после того, как на охоте, среди рогов преследуемого им оленя, появился перед ним образ распятого Спасителя, сказавшего ему: «Плакида, зачем преследуешь ты Меня, желающего твоего спасения?». Вернувшись домой, он крестился вместе со своей женой Феопистией и двумя сыновьями — Агапием и Феопистом (родные Евстафия также почитаются в лике святых).
Евстафий перенёс испытания, сходные с испытаниями ветхозаветного Иова — слуги его умерли, скот пал, а сам он во время путешествия на корабле в Египет был разлучён со своей женой, а потом и с детьми. Перенеся без ропота эти испытания, святой Евстафий обрёл своих родных и как прославленный военачальник был призван императором Траяном для ведения войны.
После окончания боевых действий святой Евстафий с почестями вернулся в Рим. Во время празднования императором Адрианом, сменившем к тому времени на престоле Траяна, одержанной победы над варварами, приглашённый со своей семьёй Евстафий отказался принести жертвы языческим богам и открыто исповедовал себя христианином. Святой Евстафий, осуждённый со своей семьёй на растерзание диким зверям, не был ими тронут. После этого император велел бросить их живыми в раскалённого медного быка, где святые и приняли свою мученическую смерть (Католическая церковь отвергает предание о такой кончине святых как «совершенно необоснованное»). Тела их остались невредимыми и были погребены христианами.

## О текстах Жития святого Евстафия

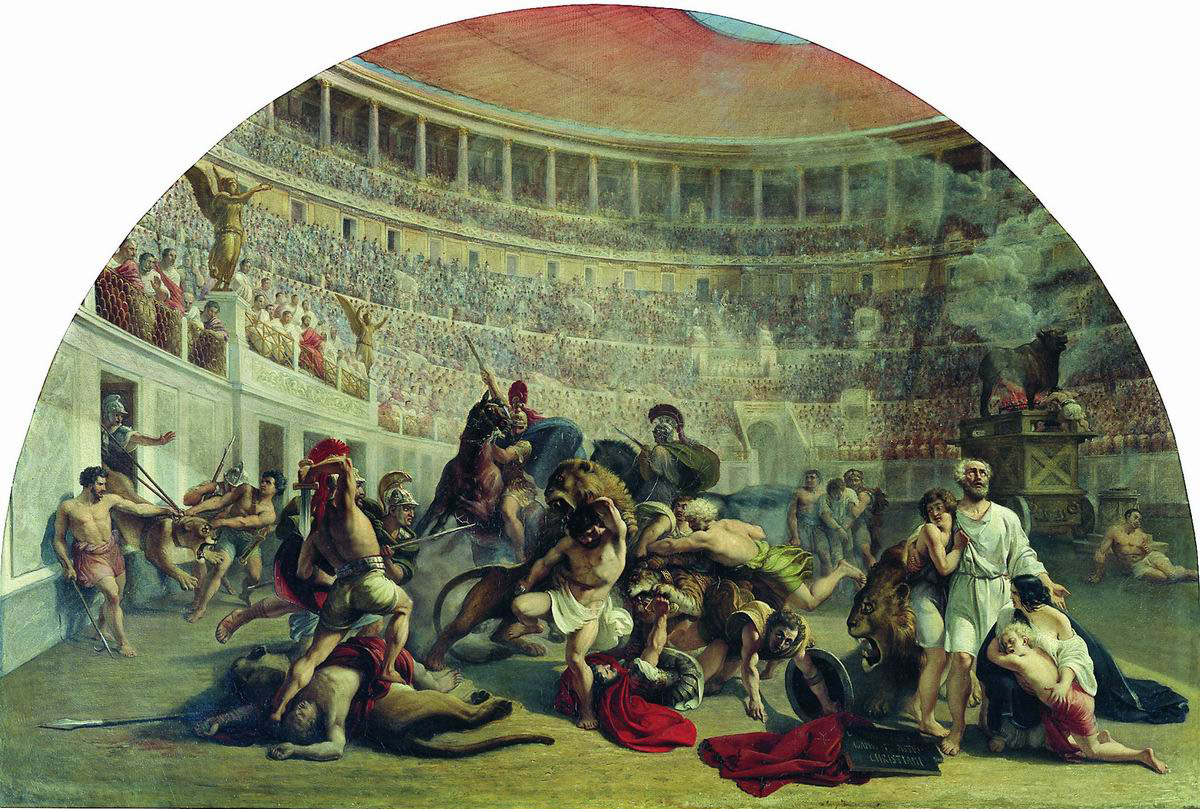
«Святой Евстафий Плакида в Колизее» (А. Т. Марков, 1836 год, ГТГ)

- Византийский текст — мартирий (описывающий мученичество) относится к так называемым риторическим текстам, — ориентированным на красноречивую фразеологию и религиозную образность. Дошедшая до нас рукопись по-видимому была включена Симеоном Метафрастом (X век) в составленный им сводный корпус греческих житий святых (148 текстов). Рукопись содержит два небольших нечитаемых фрагмента (первый фрагмент: старший сын Евстафия рассказывает младшему об их похищении зверями, здесь же путаница: старшего сына похитил лев, а не волк, второй фрагмент: Феопистия рассказывает Евстафию, что Бог сохранил её неприкосновенной).
- Древнегрузинский текст является дословным переводом греческого, в тексте нет нечитаемых мест и по нему легко восстановить утерянные фрагменты византийского списка. В тексте нет никакой путаницы по поводу того, что старшего сына похитил лев, а младшего — волк.
- Древнерусский текст присутствовал в служебных минеях Русской Церкви уже в XI веке, что в некоторой степени позволяет судить о древности перевода. В дошедших до нас списках имеется большое количество сокращений и вольностей: огромные фрагменты текста переведены в два-три предложения, смысл некоторых предложений изменён (к примеру, вместо «Евстафий не мог плакать от горя» переведено «Евстафий горько плакал»), в перевод включены изречения, которых нет в исходном тексте. Чрезвычайно качественный перевод на современный русский язык предложен О. В. Гладковой.
- Согласно армянским источникам — когда святые апостол Фаддей и апостол Варфоломей распространяли христианство в Армении, Фаддей назначил Евстафия (Евстатеоса) епископом Сюника. Святой Евстафий умер в Армении, и над его могилой была построена церковь, которая позже превратилась в монастырский комплекс под названием Татев (Евстатеос)[2].

## Почитание

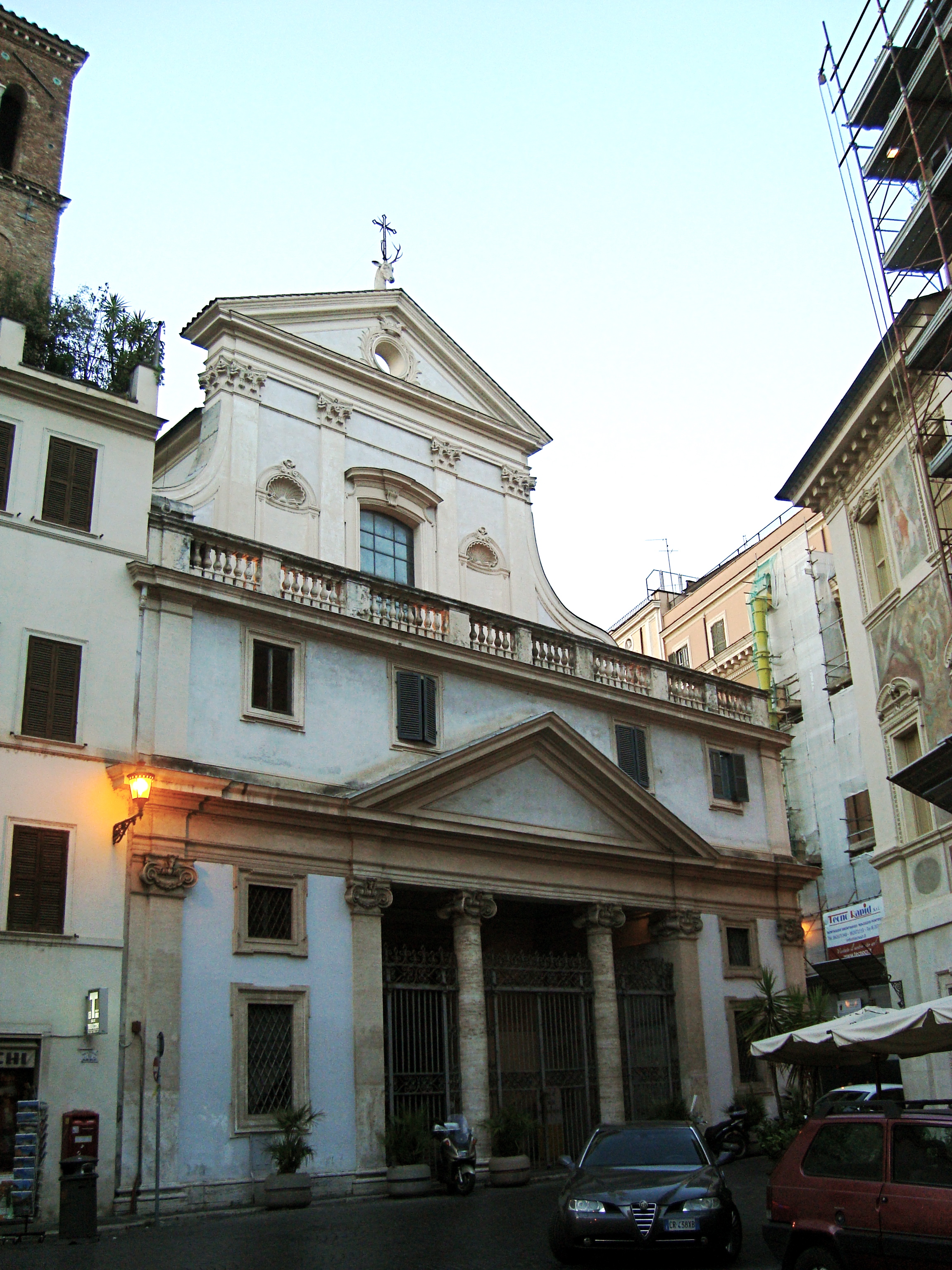
Базилика Сант-Эвстакио, Рим

Святой почитается в католической и православной церквях. Святому посвящено много храмов, одними из самых главных являются большая готическая церковь Сент-Эсташ в центре Парижа и базилика Сант-Эвстакио в Риме. 
В честь великомученика Евстафия назван остров в группе Наветренных островов в Карибском море Синт-Эстатиус.